# Егіз Ксенія Борисівна
Ксенія Борисівна Егіз (уроджена Койл; 1854, Сімферополь — 1937, Сімферополь) — суспільно-культурна караїмська діячка у сфері освіти, засновниця і керівниця приватної елементарної школи в Сімферополі. «Перша жінка просвітниця кримських караїмів».
Перша караїмська жінка в Сімферополі, що закінчила шість класів російської гімназії й склала у чоловічій гімназії іспит на звання домашньої вчительки.

## Нагороди
Караїми високо цінували свою вчительку: неодноразово влаштовували їй урочисті вшанування. У дні ювілеїв караїмські громади Сімферополя та Євпаторії підносили їй дорогі пам'ятні подарунки:
- на честь 20-річчя учительській діяльності подарували їй діамантову брошку;
- на честь 25-річного ювілею — золотий жетон, всипаний діамантами;
- на честь 35-річчя піднесли подячну адресу і золотий медальйон, усипаний коштовними каменями.

За 35-річну корисну діяльність на ниві народної освіти Міністерством освіти Ксенія Борисівна була нагороджена золотою медаллю і підвищеною пенсією в сумі 49 рублів 42 копійки на місяць.

## Суспільно-культурна діяльність
До кінця своїх днів Ксенія Борисівна брала участь в караїмських громадських справах, бувши до 1925 року членкинею правління Сімферопольської караїмської громади, у 1925—1931 роках членкинею правління Кримського об'єднання караїмських громад (КримОКГ).

## Публікація
- Караимские песни (с нотами) // Караимская жизнь. — 1912. — № 10—11. — С. 275. (рос.)
- Из моих воспоминаний // Бизым йол. — 1927. — С. 87. (рос.)